# UFC Fight Night: Yan vs. Figueiredo
UFC Fight Night: Yan vs. Figueiredo (conosciuto anche come UFC Fight Night 248, UFC on ESPN + 106) è stato un evento di arti marziali miste tenuto dalla Ultimate Fighting Championship il 23 novembre 2024 alla Galaxy Arena di Macao.

## Risultati
|                  | Divisione             |                     |                 |                          | Metodo                                      | Round           | Tempo           | Premio          |
| Card Principale  | Card Principale       | Card Principale     | Card Principale | Card Principale          | Card Principale                             | Card Principale | Card Principale | Card Principale |
| ---------------- | --------------------- | ------------------- | --------------- | ------------------------ | ------------------------------------------- | --------------- | --------------- | --------------- |
|                  | Pesi gallo            | Pëtr Jan            | batte           | Deiveson Figueiredo      | Decisione unanime (50–45, 50–45, 50–45)     | 5               | 5:00            |                 |
|                  | Pesi paglia femminili | Yan Xiaonan         | batte           | Tabatha Ricci            | Decisione unanime (30–27, 30–27, 30–27)     | 3               | 5:00            |                 |
|                  | Pesi welter           | Muslim Salikhov     | batte           | Song Kenan               | KO (spinning wheel kick)                    | 1               | 3:45            | POTN            |
|                  | Pesi mosca femminili  | Gabriella Fernandes | batte           | Wang Cong                | Sottomissione tecnica (rear-naked choke)    | 2               | 3:49            | POTN            |
|                  | Pesi mediomassimi     | Carlos Ulberg       | batte           | Volkan Oezdemir          | Decisione unanime (30–27, 30–27, 29–28)     | 3               | 5:00            |                 |
|                  | Pesi mediomassimi     | Zhang Mingyang      | batte           | Ozzy Diaz                | KO tecnico (gomitata e pugni)               | 1               | 2:25            | POTN            |
| Card Preliminari |                       |                     |                 |                          |                                             |                 |                 |                 |
|                  | Pesi gallo            | You Su-young        | batte           | Baergeng Jieleyisi       | Decisione unanime (30–27, 30–27, 29–28)     | 3               | 5:00            |                 |
|                  | Pesi mosca            | Choi Dong-hun       | batte           | Kiru Singh Sahota        | KO (pugni)                                  | 1               | 2:36            |                 |
|                  | Pesi paglia femminili | Shi Ming            | batte           | Feng Xiaocan             | KO (calcio alla testa)                      | 3               | 0:46            | POTN            |
|                  | Pesi mosca            | Carlos Hernandez    | batte           | Nyamjargal Tumendemberel | Decisione non unanime (29–28, 28–29, 29–28) | 3               | 5:00            |                 |
|                  | Pesi mosca            | Lone'er Kavanagh    | batte           | Jose Ochoa               | Decisione unanime (30–27, 29–28, 29–28)     | 3               | 5:00            |                 |
|                  | Pesi gallo            | Xiao Long           | batte           | Quang Le                 | KO (pugno)                                  | 3               | 1:28            |                 |
|                  | Pesi leggeri          | Nikolas Motta       | batte           | Maheshate Hayisaer       | Decisione unanime (30–27, 30–27, 30–27)     | 3               | 5:00            |                 |

## Premi
I lottatori premiati ricevettero un bonus di 50.000 dollari.
Legenda:
- FOTN: Fight of the Night (vengono premiati entrambi gli atleti per il miglior incontro dell'evento)
- POTN: Performance of the Night (viene premiato il vincitore per la migliore performance dell'evento)